# L'Estanyet i estany de Sant Joan Sescloses
L'Estanyet i l'estany de Sant Joan Sescloses són una de les últimes mostres de l'antic estany de Castelló. Es localitzen als municipis de Peralada i Castelló d'Empúries i ocupen conjuntament una superfície, d'unes 85 hectàrees, ara transformades parcialment en camps agrícoles. L'Estanyet ocupa una superfície d'unes 3 ha i es localitza al sud del camí de Montmajor. La zona humida inclou les closes situades al sud, fins a arribar al nucli de Castelló d'Empúries.
Malgrat el drenatge recent i la seva pràctica dessecació, hi queden mostres de vegetació helofítica i halòfila: jonqueres, canyissars, herbassars humits, etc.
Pel que fa als hàbitats d'interès comunitari, es troben a l'espai Prats de dall de terra baixa (Arrhenatherion) (codi 6510) i Prats i jonqueres halòfils mediterranis (Juncetalia maritimi) (codi 1410).
Pel que fa a la fauna i de forma general, els Aiguamolls són un dels espais naturals de Catalunya en què s'observa una major varietat d'espècies animals. Els ocells fan dels Aiguamolls el seu refugi i lloc de descans: en són més de 300 espècies, moltes d'elles protegides i d'una gran bellesa. Les espècies vinculades als ambients aquàtics són les més representatives i abundants.
Seria recomanable recuperar com a estany la zona de l'Estanyet. Pel que fa a la resta de l'àrea, correspon a sòls mal drenats i salins que haurien de recuperar-se com a closes (prats dalladors, generalment amb Gaudinia fragilis, de la terra baixa plujosa, als territoris ruscínic i catalanídic septentrional, hàbitat 38c). Cal mantenir l'activitat agrícola i els sistemes d'inundació i drenatge.
L'espai presenta diverses figures de protecció. Forma part del Parc Natural dels Aiguamolls de l'Empordà i s'inclou també dins l'espai del PEIN i la Xarxa Natura 2000 ES0000019 "Aiguamolls de l'Empordà".